# Джек в Стране чудес
У этого термина существуют и другие значения, см. Джек и бобовый стебель (значения)
«Джек в Стране чудес» (яп. ジャックと豆の木 Дзякку то мамэ но ки, Джек и бобовый стебель) — популярный японский полнометражный аниме-мультфильм созданный по мотивам одноимённой английской народной сказки режиссёром Гисабуро Сугии. Премьера в Японии состоялась 20 июля 1974 года. В США дублирован компанией «Atlas International» в 1976 году.

## Сюжет
Главный герой — мальчик по имени Джек — живёт с матерью и верным другом псом Гросби на ферме, оставшейся им после смерти отца. Живут они бедно и единственное богатство семьи — корова, которая внезапно перестала давать молоко. Мать отправляет Джека на рынок продать корову. По пути Джеку встречается загадочный одноглазый старик, который предлагает Джеку обменять бесполезную корову на горсть волшебных бобов. Джек соглашается. Дома рассерженная мать выбрасывает бобы на улицу и устраивает Джеку взбучку за то, что тот поддался на предложение старика-проходимца. Проснувшись ночью, Джек обнаруживает, что бобы действительно оказались волшебными — за ночь из них вырос огромный стебель до небес. По стеблю на землю спускается маленькая мышка, которая пытается что-то объяснить Джеку, но тот не может её понять. Джек, Гросби и мышь поднимаются по бобам и попадают в страну Облаков — гигантский замок на гигантском облаке. Там Джек встречает прекрасную принцессу Маргарет, которая, однако, ведёт себя так, словно пребывает в прекрасном сне и не видит реальности. О себе Маргарет только сообщает, что её родители убиты, но теперь она, по её словам, счастлива, потому что назавтра её ждёт свадьба с прекрасным принцем Тулипом. Она показывает Джеку портрет Тулипа и Джек приходит в ужас, увидев на портрете вместо прекрасного принца отвратительного великана с огромными клыками.
Далее Маргарет знакомит Джека с матерью Тулипа — госпожой Нуар, и та предлагает Джеку остаться поужинать. После ужина Джек мгновенно засыпает, и Нуар прячет Джека в большом горшке, чтобы назавтра съесть. В замок возвращается Тулип. Во время ужина он чует запах Джека и, несмотря на протесты Нуар, начинает его искать. Открыв крышку горшка, куда Нуар спрятала Джека, Тулип и Нуар обнаруживают, что Джек исчез. Нуар приказывает Тулипу найти Джека. Тем временем Джек и Гросби вместе мышью и ещё другими мышами попадают в сокровищницу дворца. Хранительница сокровищ, волшебная говорящая Арфа, рассказывает Джеку следующую историю. Когда-то страна Облаков была счастливым королевством, но затем пришли Нуар и Тулип, которые погубили короля и королеву страны, а всех жителей королевства Нуар превратила в мышей. Желая сама стать королевой Нуар решила женить Тулипа на Маргарет, но, прекрасно понимая, что добровольно Маргарет этого не сделает (Нуар сама видит, насколько её сын ужасен), она околдовывает Маргарет своими чарами (однако чары действуют только днём и их действие прекращается с заходом солнца, когда Маргарет засыпает).
Мыши просят Джека помочь им победить Нуар и Тулипа, но Джек отказывается, потому что не считает себя рыцарем. Он снова проникает в сокровищницу, похищает часть драгоценностей (среди которых золотая курица, несущая золотые яйца), но попадается на глаза Тулипу. С трудом оторвавшись от преследования Тулипа, Джек и Гросби через колодец спускаются по бобам домой. Дома Гросби, видя как Джек радуется обретённому богатству, даёт Джеку понять, что тот поступил неправильно и должен помочь Маргарет. Джек и сам это понимает, и они возвращаются в страну Облаков. Утром, когда должно состояться венчание, Джек снова проникает в сокровищницу и от Арфы узнаёт, что чары Нуар разрушатся, если Маргарет поцелует смелый человек. Джек врывается в дворцовую церковь, где уже началась церемония венчания Тулипа и Маргарет, и целует принцессу, снимая колдовство. Тулип пускается в погоню за Джеком и Маргарет. Тем удаётся оторваться от Тулипа, но по пути встает Нуар, жаждущая мести. Появляется Тулип. По велению Нуар, он собирается раздавить Джека и Маргарет ногой, но временно меняет решение и наступает на собственную мать, которая его вечно унижала и называла чудовищем.
Колдовство развеялось, мыши превратились в людей, Маргарет стала королевой. Джек и Кросби спускаются по стеблю домой, но за ними гонится Тулип. Спустившись, Джек зовёт мать и просит её принести ему топор. Джек перерубает бобовый стебель, Тулип падает с высоты. На следующий день Джек и Кросби смотрят на облака и размышляют о том, что сейчас делает Маргарет и счастлива ли она.

## Персонажи
- Джек (яп. ジャック Дзякку) —

Сэйю: Масатика Итимура
- Маргарет (яп. マーガレット Ма:гарэтто) —

Сэйю: Линда Ямамото
- Продавец чудес (яп. 豆売りの老人 Мамэ ури но ро:дзин) —

Сэйю: Ко Нисимура
- Тулип (яп. チューリップ Тю:риппу) —

Сэйю: Хироси Мидзусима
- Госпожа Нуар (яп. ノワール夫人 Нова:ру фудзин, Гекуба) —

Сэйю: Кирин Кики
- Гросби (яп. グロスビー Гуросуби:) —

Сэйю: Кадзуо Камимура
- Арфа (яп. たて琴 Татэкото) —

Сэйю: Нобуэ Ититани
- Мать (яп. おっ母 Оххаха) —

Сэйю: Миёко Асо
- Бумажный священник (яп. 紙の司祭 Ками но сисаи) —

Сэйю: Такэси Кусака

## Медиа

### Фильм
Производством занимались студии «Group TAC» совместно с «Nippon Herald Films», под контролем режиссёра Гисабуро Сугии по сценарию Хирами Сюдзи. Музыкальным сопровождением занимался Мики Такаси, а за дизайн персонажей отвечал Ямамото Сигэру. Премьера в Японии состоялась 20 июля 1974 года. В США дублирован компанией «Atlas International» в 1976 году.
- Автор сценария: Хирами Сюдзи
- Продюсер: Накада Микио
- Режиссёр: Гисабуро Сугии
- Операторы: Морияма Хадзимэ, Каваи Хироси, Судзаки Хироси, Оиси Масааки
- Композитор: Мики Такаси
- Художники-мультипликаторы: Ямамото Сигэру, Маэда Хирока, Уэгути Акито, Мива Такатэру, Накамура Кадзуко

### OVA
В 1989 году, по мотивам сказки также короткометражная OVA, созданная студиями Nippon Animation совместно Studio 4°C под контролем режиссёра Моримото Кодзи по сценарию Моримото Кодзи, Ацуко Фукусима, Катаока Хикари. Музыкальное сопровождение написал композитор Син Кавабэ.

## Локализация

### Киностудия имени Александра Довженко
В СССР мультфильм демонстрировался в кинотеатрах с середины 1970-х годов под названием «Джек в Стране Чудес» с дубляжем, выполненным на Киностудии имени Александра Довженко. Режиссёром дубляжа была Н. Ходорковская. Дубляж делался по оригинальной японской версии по переводу А. Кочмарской. В советской прокатной версии были вырезаны финальные титры. В 1980-х и в России до середины 1990-х годов распространялись «пиратские» копии этого мультфильма с данным дубляжем, иногда в авторских одноголосых закадровых переводах на импортных, преимущественно японских и корейских VHS. В СССР копии дублированного мультфильма распространялись в советском прокате на плёнках «Свема» и «Тасма».

### Невафильм
В 1996 году компания «Нева-1» сделала новый дубляж, который выпускался на VHS-изданиях «ЕА Family Entertainment». Режиссёром дубляжа была Наталья Федотова, а переводом занималась Лилия Королёва. Данный дубляж делался по английскому переводу американской версии от «Atlas International», поэтому местами сильно расходится с советским дубляжем. Видеоряд был взят из американской версии, в которой, кроме финальных, были вырезаны ещё и начальные титры.
- Издатель: Екатеринбург Арт Family Entertainment
- Год выпуска: 1996
- Перевод: Дубляж компании Нева-1 (перевод с английского)
- Звук: Hi-Fi

### Селена Интернешнл
В 1997 году компания «Селена Интернешнл» сделала свой дубляж по заказу Общественного Российского Телевидения. Этот дубляж аналогично делался по английскому переводу американской версии от «Atlas International» с аналогичным видеорядом.

## Роли озвучивали
| Роль                  | (1974)              | (1996)            | (1997)            |
| --------------------- | ------------------- | ----------------- | ----------------- |
| Джек                  | Лилия Дзюба         | Елена Павловская  | Михаил Тихонов    |
| Маргарет              | Валентина Гришокина | Наталья Боровкова | Елена Соловьёва   |
| Продавец чудес        | Александр Мовчан    | Сергей Паршин     |                   |
| Тулип                 | Александр Милютин   | Вадим Гущин       | Андрей Ярославцев |
| Госпожа Нуар (Гекуба) | Людмила Сосюра      | Галина Чигинская  | Ирина Губанова    |
| Гросби                | Алим Федоринский    | Сергей Паршин     | Владимир Антоник  |
| Арфа                  | Людмила Игнатенко   |                   |                   |
| Бумажный священник    |                     |                   |                   |
| Мать                  | Неонила Гнеповская  |                   |                   |

## Примечание
1. ↑  http://fdb.pl/film/17643-jack-i-lodyga-fasoli
2. ↑  Jack And The Beanstalk. Atlas International. Дата обращения: 30 мая 2019. Архивировано 4 апреля 2017 года.
3. ↑  Family/children. Hen's Tooth Video. Дата обращения: 30 мая 2019. Архивировано из оригинала 26 декабря 2008 года.
4. ↑  Opening logos on Hen's Tooth Video releases на YouTube